# George Beverly Shea
George Beverly "Bev" Shea (1. februar 1909 - 16. april 2013) var en canadisk-født amerikansk gospel-sanger og sangskriver.